# Jakub Brabec
Jakub Brabec (ur. 6 sierpnia 1992 w Pradze) – czeski piłkarz grający na pozycji środkowego obrońcy w Viktorii Pilzno.

## Kariera piłkarska
Swoją karierę piłkarską Brabec rozpoczął w klubie Sparta Praga. W 2008 roku został piłkarzem innego klubu z Pragi, Viktorii Žižkov. 30 maja 2009 zadebiutował w jego barwach w pierwszej lidze czeskiej w przegranym 0:2 domowym meczu z Viktorią Pilzno. W sezonie 2008/2009 spadł z Viktorią do drugiej ligi. W Viktorii grał do końca sezonu 2010/2011.
Latem 2011 Brabec wrócił do Sparty Praga. 9 marca 2012 zaliczył w niej debiut w wygranym 2:0 wyjazdowym meczu z Viktorią Žižkov. W sezonie 2011/2012 wywalczył ze Spartą wicemistrzostwo Czech.
W 2012 roku Brabec został wypożyczony do Zbrojovki Brno. Swój debiut w niej zanotował 16 września 2012 w przegranym 0:2 wyjazdowym spotkaniu z FC Hradec Králové. W Zbrojovce spędził rok.
W 2013 roku Brabec wrócił do Sparty z wypożyczenia. W sezonie 2013/2014 wywalczył mistrzostwo Czech oraz zdobył Puchar Czech. W sezonie 2014/2015 został ze Spartą wicemistrzem Czech.
W 2016 roku Brabec przeszedł do KRC Genk. Zadebiutował w nim 18 września 2016 w przegranym 0:2 domowym meczu z Anderlechtem.
W 2018 roku Brabec został wypożyczony do tureckiego klubu Çaykur Rizespor, w którym zadebiutował 11 sierpnia 2018 w przegranym 2:3 domowym meczu z klubem Kasımpaşa SK.
| Sezon   | Klub            | Kraj   | Rozgrywki     | Mecze | Gole |
| ------- | --------------- | ------ | ------------- | ----- | ---- |
| 2008/09 | Viktoria Žižkov | Czechy | I liga        | 1     | 0    |
| 2009/10 | Viktoria Žižkov | Czechy | II liga       | 13    | 0    |
| 2010/11 | Viktoria Žižkov | Czechy | II liga       | 6     | 0    |
| 2011/12 | Sparta Praga    | Czechy | I liga        | 6     | 0    |
| 2011/12 | Sparta-2 Praga  | Czechy | II liga       | 13    | 0    |
| 2012/13 | Zbrojovka Brno  | Czechy | I liga        | 18    | 0    |
| 2013/14 | Sparta Praga    | Czechy | I liga        | 18    | 3    |
| 2014/15 | Sparta Praga    | Czechy | I liga        | 23    | 2    |
| 2015/16 | Sparta Praga    | Czechy | I liga        | 22    | 1    |
| 2016/17 | Sparta Praga    | Czechy | I liga        | 2     | 0    |
| 2016/17 | KRC Genk        | Belgia | Eerste klasse | 23    | 1    |
| 2017/18 | KRC Genk        | Belgia | Eerste klasse | 12    | 1    |
| 2018/19 | Çaykur Rizespor | Turcja | Süper Lig     | 17    | 0    |
| 2018/19 | Viktoria Pilzno | Czechy | I liga        | 10    | 0    |
| 2019/20 | Viktoria Pilzno | Czechy | I liga        | 32    | 1    |
| 2020/21 | Viktoria Pilzno | Czechy | I liga        | 31    | 3    |

## Kariera reprezentacyjna
W swojej karierze Brabec grał w młodzieżowych reprezentacjach Czech. W 2011 roku wystąpił z reprezentacją Czech U-19 na Mistrzostwach Europy U-19. Wywalczył wówczas wicemistrzostwo Europy.
W seniorskiej reprezentacji Czech Brabec zadebiutował 29 marca 2016 roku w zremisowanym 1:1 towarzyskim meczu ze Szwecją, rozegranym w Solnie, gdy w 60. minucie zmienił Tomáša Sivoka.